# Rhizocarpon subpostumum
Rhizocarpon subpostumum är en lavart som först beskrevs av William Nylander och som fick sitt nu gällande namn av Johann Franz Xaver Arnold. 
Rhizocarpon subpostumum ingår i släktet Rhizocarpon och familjen Rhizocarpaceae. Enligt den finländska rödlistan är arten otillräckligt studerad i Finland. Arten är reproducerande i Sverige. Artens livsmiljö är klippor (inklusive flyttblock).